# Vita huset, Täby

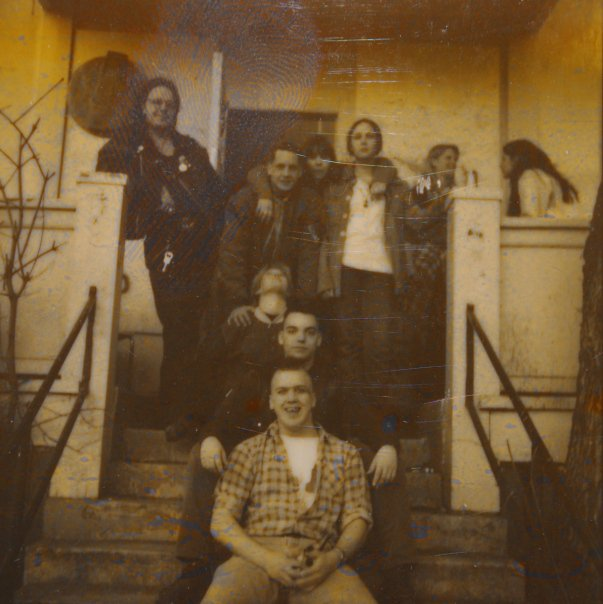
Trappan till Vita Huset i Täby med en del av de aktiva

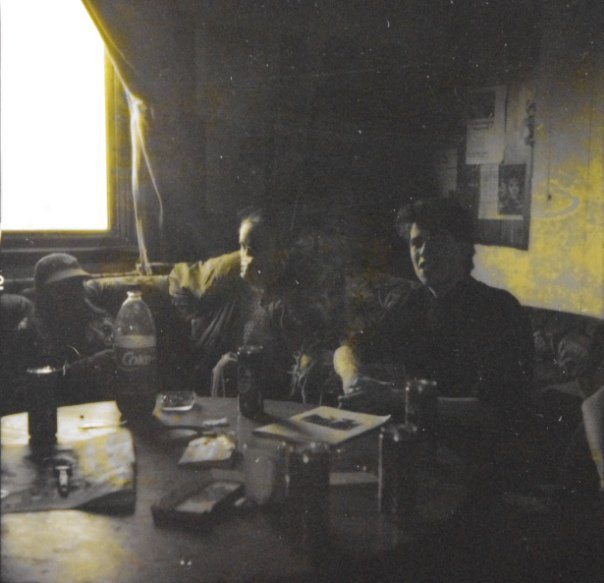
Rum uppe i Vita huset i Täby

Vita huset var en kulturförening startad i Täby 1984. Ursprungligen hade man sina lokaler i ett vitt hus alldeles intill kommunalhuset i Täby. Där fanns en scen med plats för 300 personer och ett flertal rum som användes som replokaler. 
Mycket hände i huset. Bland annat spelade Asta Kask in sin liveskiva "Sista dansen" på Vita huset. 1997 revs huset för att kommunen ville ha en parkeringsplats där, vilket ledde till att föreningen flyttade sin verksamhet till Hägernäs. Föreningen lyckades där att få en lokal under villkoret att inte hänvisa till besittningsskyddet som inte gäller vid rivning. Senare visade det sig dock att lokalen skulle rivas vilket betydde slutet för föreningen.
2001 anordnade föreningen en festival kallad "Sista Rycket" med bland annat En Elvisp I Örat, Reigneth, Ubba, Hela Huset Skakar, Thomas Di Leva, Charta 77, Blåfot, Coca Carola, Diskonto, Avskum och Mimikry.